# André Mathiau
Pour les articles homonymes, voir Mathiau.
André Mathiau, né le 18 septembre 1933 à Bourges et mort le 16 juillet 2013 à Saint-Doulchard, est un peintre et poète français associé à l'art brut.

## Biographie
Passionné dès son enfance par l'art, rassemblant durant celle-ci plus de 2 000 ouvrages sur la peinture ancienne et les impressionnistes, André Mathiau est un peintre autodidacte qui s'est tenu en marge des courants artistiques ainsi que des réseaux d'influence. Il partage ainsi sa vie entre son métier de typographe et son activité artistique. 
Durant son adolescence, il est embauché en tant qu'apprenti par Marcel Boin (imprimeur, éditeur et peintre à Bourges) qui l'initie à l'art et lui fait découvrir les musées parisiens. Il effectue de nombreuses expositions personnelles et collectives à partir de 1956.
En parallèle de son activité de peintre, il publie quatre recueils de poèmes sous le pseudonyme d'Ovide Marchand entre 1969 et 1981. Il tient l'atelier Saint-Méd’art avec son épouse Monique, ils promeuvent ainsi des artistes locaux, notamment les potiers de La Borne : Éric Astoul, François Maréchal, Hugh West, Geneviève Gay, Agnès Chapelet, Coralie Courbet. André Mathiau s'est d'ailleurs essayé à la poterie dans les années 1965-1970 en utilisant les fours de Pierre Mestre.
Son atelier est dispersé par Artenchères à Lyon en octobre 2020 et en avril 2022,.

### Vie privée
Ses parents divorcent en juillet 1935 alors qu'il n'a qu'un an.
Il est marié à Monique Mathiau (1942-2023), avec qui il a deux filles : Pierrette et Hélène.

## Œuvre
Dans ses peintures, il représente d'étranges personnages de manière naïve. Ses toiles de couleurs vives sont un « savant mélange de rêve et de réalité », chacun peut y voir paysages, violence, envie ou chaleur pour La Nouvelle République. Constat partagé par Le magazine des enchères qui qualifie son œuvre de « colorée et onirique » et qui estime qu'il s'inspire des créatures surréalistes de Joan Miró et des puzzles de figures de Gaston Chaissac. Le journal voit dans les œuvres de Mathiau une évocation des animaux et personnages mystérieux de Victor Brauner. La Gazette Drouot décrit quant à elle les figures des toiles de Mathiau comme des « personnages chimériques ». 
A contrario, Marcel Boin rapproche la peinture de Mathiau plutôt de celle de Séraphine de Senlis. Peinture qui n'est « pas celle d'un faux naïf comme nous en avons tant vu depuis une cinquantaine d'années », selon Boin son œuvre est « hostile aux « cuisines », aux « recettes », aux artifices, au « hasard objectif » ».
Au fil des années, la nature devient le sujet principal des œuvres de Mathiau. Pour réaliser ses œuvres, il utilise différents supports : papier, toile, affiche, céramique. Ses œuvres restent méconnues et rares sur le marché de l'art. 
Dans sa poésie, il s'inspire des surréalistes comme en témoignent les titres de ses poèmes : « Nigaud, ouvre la bouche », « La Nef du fou », « Fleurs de la folie ». Pour Serge Brindeau, Mathiau dit « ce qu'il a envie de dire » suivant par là un de ses écrits « il faut écrire comme on pense tout naturellement sans se pressurer le cerveau » : il dit ainsi qu'il aime sa campagne, sa femme Monique, Dieu, que la vie n'est pas si simple, que les bistrots de campagne ont du bon, qu'il « renierait la civilisation pour le bleu des campanules », qu'il vaut mieux fréquenter les artisans locaux que les bourgeois de la ville (ce qui n'empêche pas la solidarité avec les hommes des buildings). Il ne faut pas chercher dans ses écrits une philosophie hautement élaborée, Mathiau n'ayant pas cette ambition.

## Collections publiques
- 1977 : Jour d'été, craie à la cire sur papier, 65x50cm, musée de la Création Franche, Bègles[11],[12].
- Deux œuvres, musée de la Création Franche, Bègles[3].
- Collection de l’art brut, Lausanne[1].

## Expositions
- 2003 : Galerie Saint-Méd'art, Bourges[13].
- 2004 : Abside Saint-Martin, Graçay[8].
- 2018 : Le Terrier, Loches[14].

## Publications

### En tant qu'écrivain
- Ovide Marchand, L'Encre rouge, 1964[15]
- Ovide Marchand (ill. André Mathiau), Un chemin de terre, Paris, G. Chambelland, coll. « Pont de l'épée », 1969, 76 p.
- Ovide Marchand, Images à lire, Villers-Cotterêts, Jean Le Mauve, coll. « L'Arbre » (no 7), 1974, 26 p.
- Ovide Marchand (ill. André Mathiau), Couleur des saisons, Neuilly-Saint-Front, J. Le Mauve, coll. « L'Arbre » (no 13), 1977, 24 p.
- Ovide Marchand (ill. André Mathiau), Contrées de menthe et d'ancolie, Paris, Librairie Le Pont de l'Epée, coll. « La Coïncidence », 1981, 63 p.

### En tant qu'illustrateur
- Gérard Duchêne (ill. André Mathiau ; F. Seydlitz), Décantées, 1969
- Yves Martin (ill. André Mathiau), Le marcheur, Paris, Guy Chambelland, coll. « Poésie-Club », 1972, 111 p.
- Anne Creuchet (ill. André Mathiau), Poèmes du cherche-midi, Paris, G. Chambelland, coll. « Le Pont de l'Epée » (no 28), 1972, 37 p.
- Robert Poggi (ill. André Mathiau), Aubaine de mon vivant, Paris, G. Chambelland, coll. « Le Pont de l'Epée », 1973, 76 p.
- Janine Graveline (ill. André Mathiau), Racines du sable, Goudargues, G. Chambelland, 1977, 80 p.
- Jean Sannes (ill. André Mathiau), Requiem pour femme bleue, Goudargues, Éditions du Pont de l’Épée, 1977, 56 p.